# Gruppo di NGC 2563
Il Gruppo di NGC 2563 comprende almeno 14 galassie situate nella costellazione del Cancro.

## Descrizione
La distanza media tra il centro di massa di questo gruppo e la nostra Via Lattea è di circa 244 milioni di anni luce (74,9 Mpc).

## Membri
Nella tabella sottostante sono riportati i membri del gruppo indicati nell'articolo di Garcia del 1993.
| Nome        | Classificazione | Tipologia           | RA (J2000.0)  | DEC (J2000.0) | Velocità radiale (km/s) | Magnitudine apparente | Distanza di Hubble | Dimensioni (kal) |
| ----------- | --------------- | ------------------- | ------------- | ------------- | ----------------------- | --------------------- | ------------------ | ---------------- |
| NGC 2556    | S0              | Lenticolare         | 08h 19m 00.8s | 20° 56′ 13″   | 4600 ± 2                | 14,5                  | 71,3 ± 5,0         | 58               |
| NGC 2557    | SB0             | Lenticolare         | 08h 19m 10.7s | 21° 26′ 06″   | 4834 ± 2                | 13,2                  | 74,8 ± 5,2         | 88               |
| NGC 2558    | SAB(rs)ab       | Spirale intermedia  | 08h 19m 12.7s | 20° 30′ 39″   | 4979 ± 2                | 13,0                  | 76,9 ± 5,4         | 171              |
| NGC 2560    | S0/a            | Lenticolare         | 08h 19m 51.9s | 20° 59′ 06″   | 4883 ± 2                | 13,3                  | 75,5 ± 5,3         | 107              |
| NGC 2562    | S0/a?           | Lenticolare         | 08h 20m 23.6s | 21° 07′ 53″   | 5062 ± 2                | 12,9                  | 78,1 ± 5,5         | 96               |
| NGC 2563    | S0^0            | Lenticolare         | 08h 20m 35.7s | 21° 04′ 04″   | 4509 ± 2                | 12,2                  | 70,0 ± 4,9         | 138              |
| NGC 2569    | E?              | Ellittica           | 08h 21m 21.1s | 20° 52′ 03″   | 5117 ± 2                | 14,3                  | 79,0 ± 5,5         | 78               |
| UGC 4324    | Sab?            | Spirale             | 08h 18m 29.5s | 20° 45′ 41″   | 4815 ± 3                | 12,55                 | 74,5 ± 5,2         | 101              |
| UGC 4344    | Sadm            | Spirale magellanica | 08h 20m 16.6s | 20° 52′ 30″   | 5031 ± 3                | 13,04 ± 0,13          | 77,7 ± 5,4         | 125              |
| PGC 23406   | E?              | Ellittica           | 08h 20m 39.4s | 21° 04′ 46″   | 4492 ± 3                | 14,939                | 69,7 ± 4,9         | 21               |
| PGC 234191  | S0              | Lenticolare         | 08h 20m 51.2s | 21° 03′ 18″   | 4661 ± 80               | 14,045 ± 0,003        | 72,2 ± 5,2         | 44               |
| CGCG 119-51 | Sb              | Spirale             | 08h 19m 13.3s | 20° 45′ 27″   | 5028 ± 3                | 14,10 ± 0,40          | 77,6 ± 5,4         | 70               |
| CGCG 119-53 | S0a             | Lenticolare         | 08h 19m 19.8s | 21° 03′ 32″   | 4846 ± 2                | 14,10 ± 0,40          | 74,9 ± 5,3         | 46               |
| CGCG 119-69 | E               | Ellittica           | 08h 21m 26.4s | 21° 07′ 51″   | 4908 ± 2                | 14,228 ± 0,004        | 75,9 ± 5,3         | 42               |

1 Un'altra designazione per PGC 23419 è 2MASXJ08205122+2103184 che è quella utilizzata sul sito NASA/IPAC (National Aeronautics and Space Administration / Infrared Processing and Analysis Center).
Il sito DeepskyLog permette di trovare agevolmente le costellazioni in cui sono situate le galassie; in alternativa si possono utilizzare le coordinate delle galassie per individuarle. Se non altrimenti indicato, le coordinate sono quelle fornite dal sito NASA/IPAC (National Aeronautics and Space Administration / Infrared Processing and Analysis Center).